# لی کوم-جین
لی کوم-جین (انگلیسی: Lee Kum-jin؛ زادهٔ ۱ فوریهٔ ۱۹۶۵) بازیکن زن بسکتبال اهل کره جنوبی بود. وی در بازی‌های المپیک تابستانی ۱۹۸۸ شرکت کرده‌است.